# Parasitose à Camallanus cotti
Camallanus cotti est un nématode parasite qui provoque une maladie très simple à repérer chez les guppy et autres poissons qui le plus souvent ont un appendice marron ou brun (le ver) dépassant de l'orifice anal. Les femelles de toutes espèces atteintes peuvent devenir stériles. 1 à 6 mois après l'infection, si elle n'a pas été correctement traitée, les individus décèdent.
Cette espèce de nématode a été signalée chez de nombreuses espèces de poissons, en aquarium ou en milieu naturel.